# مستحرة متقلبة
المستحرة المتقلبة (الاسم العلمي:Thermoproteus) هي جنس من العتائق يتبع فصيلة المستحرية المتقلبة من رتبة المستحرات المتقلبة. الأسم مكون من كلمتين إغريقيتين هما Thermo=thermê وتعني الحرارة زائد Proteus وتعني شخصية أسطورة قادرة على أخذ أشكال مختلفة. ترجمت البكتيريا Thermus إلى العربية مستحرة أنظر مثال المستحرة المائية و Proteus متقلبة أنظر مثال المتقلبة الرائعة.

## أنواع
- مستحرة متقلبة لاصقة (الاسم العلمي:Thermoproteus tenax)
- مستحرة متقلبة يوزونية (الاسم العلمي:Thermoproteus uzoniensis)
- مستحرة متقلبة أليفة التعادل (الاسم العلمي:Thermoproteus neutrophilus)